# Przemysław Bargiel
Przemysław Bargiel (* 26. März 2000 in Ruda Śląska) ist ein polnischer Fußballspieler.

## Karriere

### Verein
Bargiel wurde 2000 im oberschlesischen Ruda Śląska geboren und kam im Jahr 2016 über die Jugendabteilung des Vereins zur ersten Mannschaft des polnischen Erstligisten und Rekordmeisters Ruch Chorzów. Er absolvierte am 33. Spieltag der Ekstraklasa-Meisterschaftsrunde am 29. April 2016 gegen Cracovia (0:1-Heimniederlage) sein Pflichtspieldebüt im Seniorenbereich.
Der Mittelfeldspieler wurde in dieser Begegnung in der 79. Spielminute eingewechselt. Er war damit der jüngste Spieler, der jemals in der polnischen Liga zum Einsatz kam. Bis Saisonende bestritt Bargiel noch drei weitere Spiele, Ruch Chorzów beendete die Saison auf Rang 8. Auch in der Saison 2016/17 kam er am 10. Spieltag zu einem Einsatz, ehe er im Sommer 2017 in die Jugendabteilung des AC Mailand wechselte. In seiner ersten Saison bestritt er nur 12 Pflichtspiele für die U19 (Primavera) und wurde in der folgenden Spielzeit an Spezia Calcio Primavera verliehen. 

### Nationalmannschaft
Seit 2014 durchlief der Mittelfeldspieler sämtliche Jugendnationalmannschaften Polens, aktuell ist er für die U-19 aktiv.